# 悦诗风吟
悦诗风吟（Innisfree，韩语：이니스프리）是愛茉莉太平洋旗下的韩国化妆品品牌，於2000年推出。品牌名稱來自於愛爾蘭詩人威廉·巴特勒·叶芝的詩句「The Lake Isle of Innisfree」。愛茉莉太平洋聲稱該品牌是該公司推出的第一个环保品牌。2005年，愛茉莉太平洋开设了第一家悦诗风吟品牌店，截至2007年，悦诗风吟品牌店已拓展至100家，例如在韓國、香港、中國、日本、台灣、新加坡、馬來西亞、泰國、越南、印度尼西亞、菲律賓、印度、美國、加拿大、澳大利亞和阿拉伯聯合酋長國皆設有門店。

## 歷史
愛茉莉太平洋於2005年為Innisfree開設了第一家品牌門店，並於2007年開設了第100家分店。

## 代言人
該品牌的第一個模特是韓彩英。女演員金泰熙和南相美也曾為此品牌代言。
自2006年以來，其代言人包括女演員宋慧喬、女演員文根英、少女時代成員潤娥、演員李敏鎬、TWICE、本月少女、Wanna One和安孝燮。
2021年，創作歌手Stella Jang成為Innisfree化妝品模特兒。Innisfree還通過每年一次的自有品牌大型促銷活動“Inni-Super-Big-Sale”的宣傳視頻公開了其品牌模特兒辛睿恩。IVE（前 IZ*ONE）成員張員瑛是此品牌的全球大使。2023年2月26日宣佈SEVENTEEN成員珉奎加入成為此品牌的全球大使。

## 外部連結
- 官方网站
- 悦诗风吟的Facebook專頁
- 悦诗风吟的Instagram帳戶
- YouTube上的悦诗风吟頻道